# Bedřich Hrozný
Bedřich Hrozný (ur. 6 maja 1879 w Lysá nad Labem, zm. 12 grudnia 1952 w Pradze) – czeski językoznawca, orientalista i archeolog. 
Uznawany za „ojca hetytologii” – odczytał język hetycki i wykazał, że należy on do rodziny indoeuropejskiej. Rektor Uniwersytetu Karola w Pradze w roku akademickim 1939/1940.

## Życiorys
Bedřich Hrozný urodził się 6 maja 1879 roku w Lysá nad Labem w rodzinie ewangelickiego pastora Václava Hroznego . Uczył się w gimnazjum w Pradze i gimnazjum w Kolínie, które ukończył w 1897 roku . W Kolínie jego nauczycielem historii i geografii był Justin Václav Prášek (1853–1924) – jeden z pionierów czeskiego orientalizmu  – który zajmował się historią starożytnego Bliskiego Wschodu, zwłaszcza Persji pod rządami Achemenidów . Dzięki niemu Hrozný miał zainteresować się historią orientu .
Po maturze Hrozný rozpoczął studia na Uniwersytecie Wiedeńskim . Początkowo zamierzał studiować teologię ewangelicką, lecz po dwóch semestrach przeniósł się na wydział filologiczny, by zgłębiać asyrologię. Podczas studiów opanował – oprócz łaciny i greki – dziesięć języków orientalnych . W 1901 roku obronił pracę doktorską Südarabische Grafitti o południowoarabskich napisach naskalnych, napisaną pod kierunkiem Davida H. Müllera (1846–1912). Następnie otrzymał stypendium na studia z zakresu asyrologii na Uniwersytecie Berlińskim i w Londynie . W Berlinie opublikował swoją pierwszą pracę o roli pieniędzy u Babilończyków, która ukazała się w „Beiträge zur Assyriologie und semitischen Sprachwissenschaft”. W Londynie skopiował z tabliczek w British Museum tekst eposu, a rok później wydał książkę na temat tekstu.
Po powrocie odrzucił propozycję objęcia posady nauczyciela w gimnazjum w Kolínie, decydując się na karierę naukową. Początkowo pracował bez wynagrodzenia jako praktykant w bibliotece uniwersyteckiej uczelni wiedeńskiej. W 1904 roku wziął udział w wyprawie do Palestyny wraz z profesorem teologii Ernstem Sellinem (1867–1946) – podczas tej ekspedycji odkryto nowe tabliczki z pismem klinowym. W 1905 roku uzyskał habilitację na Uniwersytecie Wiedeńskim, gdzie jako pierwszy zaczął prowadzić zajęcia z zakresu pisma klinowego . 
W 1913 roku opublikował pracę o wykorzystaniu zbóż w Babilonii, która m.in. zawierała rozdział o warzeniu piwa. W 1915 roku uzyskał tytuł profesora na Uniwersytecie Wiedeńskim. 

### Odczytanie tekstów hetyckich
W roku 1906 w anatolijskim Boğazköy (dziś Boğazkale) odkryto glinianie tabliczki, którymi zainteresował się niemiecki ekspert pisma klinowego Hugo Winckler (1863–1913) i w tym samym roku zorganizował ekspedycję. Towarzyszył mu turecki archeolog Theodore Makridi (1872–1940). Podczas prac wykopaliskowych wyprawa Wincklera odnalazła tysiące tabliczek, przy czym większość z nich pokrywały teksty w nieznanym dotychczas języku. Tabliczki pochodziły z archiwum królewskiego i część z nich zapisana była w języku akadyjskim, co umożliwiło Wincklerowi zidentyfikowanie miejsca ich odkrycia jako stolicę państwa hetyckiego – Hattusę. Winckler wraz z Makridim powrócili na wykopaliska w kolejnym roku wraz z grupą niemieckich archeologów zainteresowanych pozostałościami zabudowań stolicy oraz w latach 1911–1912. 
Po śmierci Wincklera w 1913 roku Niemieckie Towarzystwo Orientalistyczne (niem. Deutsche Orient-Gesellschaft) powierzyło przygotowanie wydania tekstów z hetyckich tabliczek glinianych Hroznemu. Imperium Osmańskie odmówiło wysłania tabliczek do Europy i Hrozný musiał udać się do Konstantynopola i skopiować teksty. Prace Hroznego przerwał wybuch I wojny światowej, sam uczony został powołany do służby wojskowej w armii Austro-Węgier i musiał wrócić do Wiednia. Początkowo został zwolniony ze służby z uwagi na krótkowzroczność, później jednak wcielony do armii jako skryba w Wiedniu, gdzie trafił na przełożonego – był nim porucznik A. Kammergruber – który do pracy naukowej Hroznego odnosił się z wielkim zrozumieniem, umożliwiając mu prace nad tłumaczeniem tekstów. Jesienią 1915 roku udało się Hroznemu rozszyfrować zapisy a wyniki swojej pracy zaprezentował podczas dwóch wykładów – w Berlinie i w Wiedniu. Jeszcze w czasie wojny opublikował gramatykę dotąd nieznanego języka hetyckiego (Die Sprache der Hethither, ihr Bau und ihre Zugehörigkeit zum indogermanischen Sprachstamm. Ein Entzifferungsversuch, Lipsk 1917) i wykazał, że należał on do rodziny indoeuropejskiej . Potwierdził tym samym tezę norweskiego lingwisty Jørgena Alexandra Knudtzona (1854–1917), który prowadząc pogłębione badania tekstów klinowych odkrytych w Tell el-Amarna w Egipcie, jako pierwszy odkrył, że dwa z nich nie zostały spisane w języku semickim, i wykazał, że ów nieznany język to język indoeuropejski . Już po zakończeniu wojny wydał też transkrypcję i tłumaczenie tablic z Boğazköy (Hethitische Keilschrifte aus Boghazköi, Lipsk 1919). 

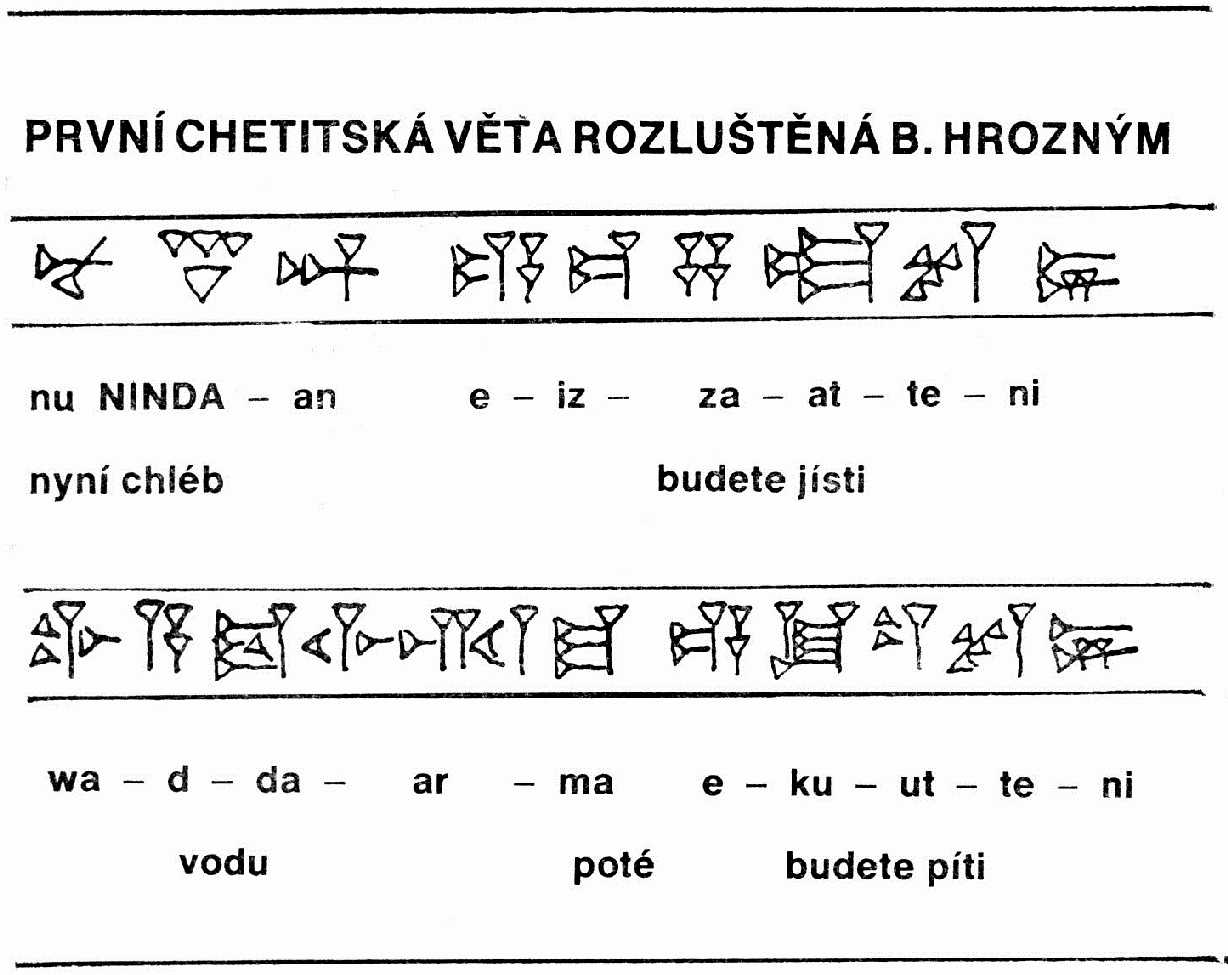
Pierwsze zdanie odczytane przez Hroznego

Poprzez porównywanie form gramatycznych i poszczególnych wyrazów Hrozný zdołał przetłumaczyć pierwsze zdanie po hetycku: nu NINDA-an eizzaatteni waatar-ma ekuutteni. 
Hrozný wiedział, że ideogram ninda w języku sumeryjskim oznacza „chleb”. Założył, że słowo waatar oznacza „wodę”. Końcówki -an i -ma dodane do ninda i waatar zidentyfikował jako końcówki biernika, co wskazywało na dopełnienie, natomiast końcówkę -teni uznał na podstawie akadyjskiego za wyznacznik drugiej osoby liczby mnogiej, przez co wyrazy eizzaatteni i ekuutteni zidentyfikował jako czasowniki. Dalej założył, że  eizzatteni oznacza czynność dokonywaną zwykle z chlebem, przyjął, że może to być czasownik „jeść”. Przypuszczenie to wzmagał fakt podobieństwa fonetycznego tego słowa z niemieckim essen. Ekuutteni skojarzył z łacińskim aqua („woda)” i przyjął, że chodzi tu o czasownik „pić”. Słowo nu na początku zdania uznał jako „teraz”. Stąd całe zdanie przetłumaczył jako: teraz chleb będziecie jeść, wodę potem będziecie pić.

### Uniwersytet w Pradze
Po zakończeniu wojny i powstaniu Czechosłowacji Hrozný przeprowadził się do Pragi. W 1919 roku uzyskał profesurę i rozpoczął pracę na wydziale filozoficznym na Uniwersytecie Karola, gdzie kontynuował badania nad pismem klinowym i historią starożytnego Bliskiego Wschodu . Po uzyskaniu funduszy rządowych za sprawą pierwszego prezydenta Czechosłowacji Tomáša Masaryka (1850–1937) i ówczesnego ministra spraw zagranicznych Edvarda Beneša (1884–1948) poprowadził w latach 1924–1925 wykopaliska na Bliskim Wschodzie. Była to pierwsza czechosłowacka ekspedycja, w której oprócz Hroznego uczestniczył architekt Jaroslav Cukr. Wykopaliska prowadzone były w Kültepe, gdzie odkryto ok. 1000  tabliczek z pismem klinowym tworzące archiwum handlowe, z których wiele przywieziono do Pragi. Postępy prac Hrozný udokumentował w dziennikach oraz w regularnych raportach do praskiej gazety „Národní listy”.   
W 1929 roku Hrozný założył czasopismo „Archiv orientální”, które ukazuje się nieprzerwanie do dziś . W latach 30. XX wieku brał udział w wielu konferencjach naukowych na terenie Europy. Został uznany za „ojca hetytologii” .
Podjął się próby odczytania pisma linearnego B i pisma protoindyjskiego – w obu wypadkach popełnił szereg błędów i nie odniósł sukcesu .
Na rok akademicki 1939/1940 został wybrany na stanowisko rektora Uniwersytetu Karola . W początkach wojny zaangażował się on w ratowanie studentów i pracowników, a także zbiorów i wyposażenia uniwersytetu, później wycofał się z życia publicznego z uwagi na podupadające zdrowie . W 1944 roku doznał udaru mózgu, co uniemożliwiło mu powrót na uczelnię po zakończeniu wojny . W 1952 roku wybrano go na członka Czechosłowackiej Akademii Nauk . 
Hrozný zmarł 12 grudnia 1952 roku w Pradze .

## Publikacje
Lista publikacji podana za Hadler (2016):
- 1902 – Zum Geldwesen der Babylonier
- 1903 – Vznik mythu o Leviatanovi [Die Entstehung des Mythos vom Leviathan]
- 1903 – Sumerisch-babylonische Mythen von dem Gotte Ninrag (Ninib)
- 1913 – Das Getreide im alten Babylonien. Ein Beitrag zur Kultur- und Wirtschaftsgeschichte des alten Orients
- 1915 – Die Lösung des hethitischen Problems. Ein vorläufiger Bericht
- 1917 – Die Sprache der Hethiter, ihr Bau und ihre Zugehörigkeit zum indogermanischen Sprachstamm. Ein Entzifferungsversuch
- 1919 – O problému hetitském a o úkolech vědy staroorientální vůbec [Über das hethitische Problem und überhaupt die Aufgaben der altorientalischen Wissenschaft]
- 1920 – Nové úkoly orientální archeologie [Neue Aufgaben der Orientarchäologie]
- 1922 – Code hittite: provenant de l’Asie Mineure (vers 1350 a. v. J.-C.)
- 1927 – V říši půlměsíce. Cesty a výkopy v Turecku [Im Reich des Halbmondes. Reisen und Grabungen in der Türkei]
- 1927 – Chetité [Hethiter] [w:] Masarykův slovník naučný
- 1929 – Hittites [w:] Encyclopaedia Britannica
- 1931 – Vlastní životopis v kostce [Eigener Lebenslauf in Kürze]
- 1933–1937 – Les Inscriptions «hittites hiéroglyphiques», essai de déchiffrement
- 1937 – O „chettskich“ ieroglifach na stelach Tel‘-Amara
- 1937–1938 – V pěti sovětských republikách
- 1939 – Über die älteste Völkerwanderung und über das Problem der Protoindischen Zivilisation. Ein Versuch, die Proto-Indischen Inschriften von Mohendscho-Daro zu entziffern
- 1940 – O nejstarším stěhování národů a o problému civilisace proto-indické [Über die älteste Völkerwanderung und über das Problem der Protoindischen Zivilisation]
- 1940 – Vstup Přední Asie do dějin: Sumer, Akkad a Hethité [Der Einstieg Kleinasiens in die Geschichte: Sumer, Akkad und die Hethiter] [w:] Dějiny lidstva od pravěku k dnešku. Díl I. Světla východu a Hellady [Geschichte der Menschheit von der Urzeit bis heute. Teil I. Lichter des Ostens und der Hellada]
- 1940 – Die Älteste Geschichte Vorderasiens
- 1943 – Die Älteste Geschichte Vorderasiens und Indiens
- 1943 – Nestaršií dějiny Přední Asie a Indie [Die Älteste Geschichte Vorderasiens und Indiens]
- 1947 – Histoire de L’Asie antérieure de l’Indie at de la Crète. Depuis les origines jusqu’au début du second mellénaire
- 1948 – Nestaršií dějiny Přední Asie, Indie a Kréty [Die Älteste Geschichte Vorderasiens, Indiens und Kretas]
- 1948 – Stručný přehled mých vědeckých objevů [Kurzübersicht meiner wissenschaftlichen Entdeckungen]
- 1953 – Ancient History of Western Asia, India and Crete

## Członkostwa i wyróżnienia
- 1937 – członek Akademii Inskrypcji i Literatury Pięknej (fr. Académie des inscriptions et belles-lettres)[19]
- 1938 – członek Królewskiej Holenderskiej Akademii Sztuk i Nauk (niderl. Koninklijke Nederlandse Akademie van Wetenschappen)[20]
- 1946 – doktor honoris causa uniwersytetu w Oslo[21]
- 1952 – członek Czechosłowackiej Akademii Nauk[1]

## Upamiętnienie
Na cześć Hroznego nazwano jedną z planetoid – (5946) Hrozný . 